# Tinea sulfurata
Tinea sulfurata is een vlinder uit de familie van de echte motten (Tineidae). De wetenschappelijke naam van de soort werd in 1933 gepubliceerd door Alfred Jefferis Turner.